# Carlo Mazzacurati
Carlo Mazzacurati, född 1956, död 2014, var en italiensk filmregissör. Han fick Silverlejonet för bästa regi vid filmfestivalen i Venedig 1994.

## Filmografi (i urval)
- 1987 – Italienska natten
- 1994 – Il toro
- 2000 – La lingua del santo
- 2006 – Kajmanen - B-filmarens revansch (roll)